# Serra do Marão

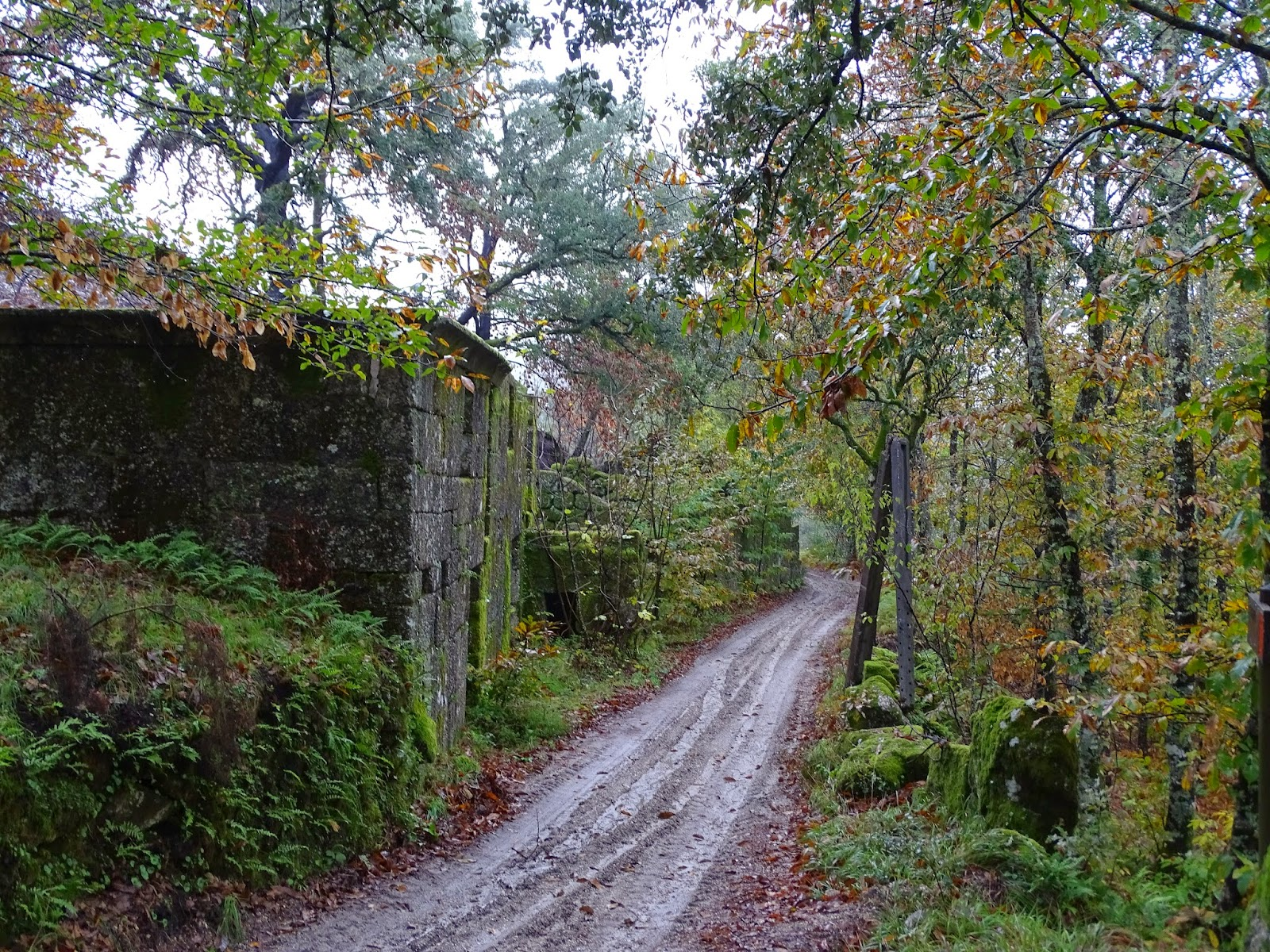
Antiga Estalagem do Marão

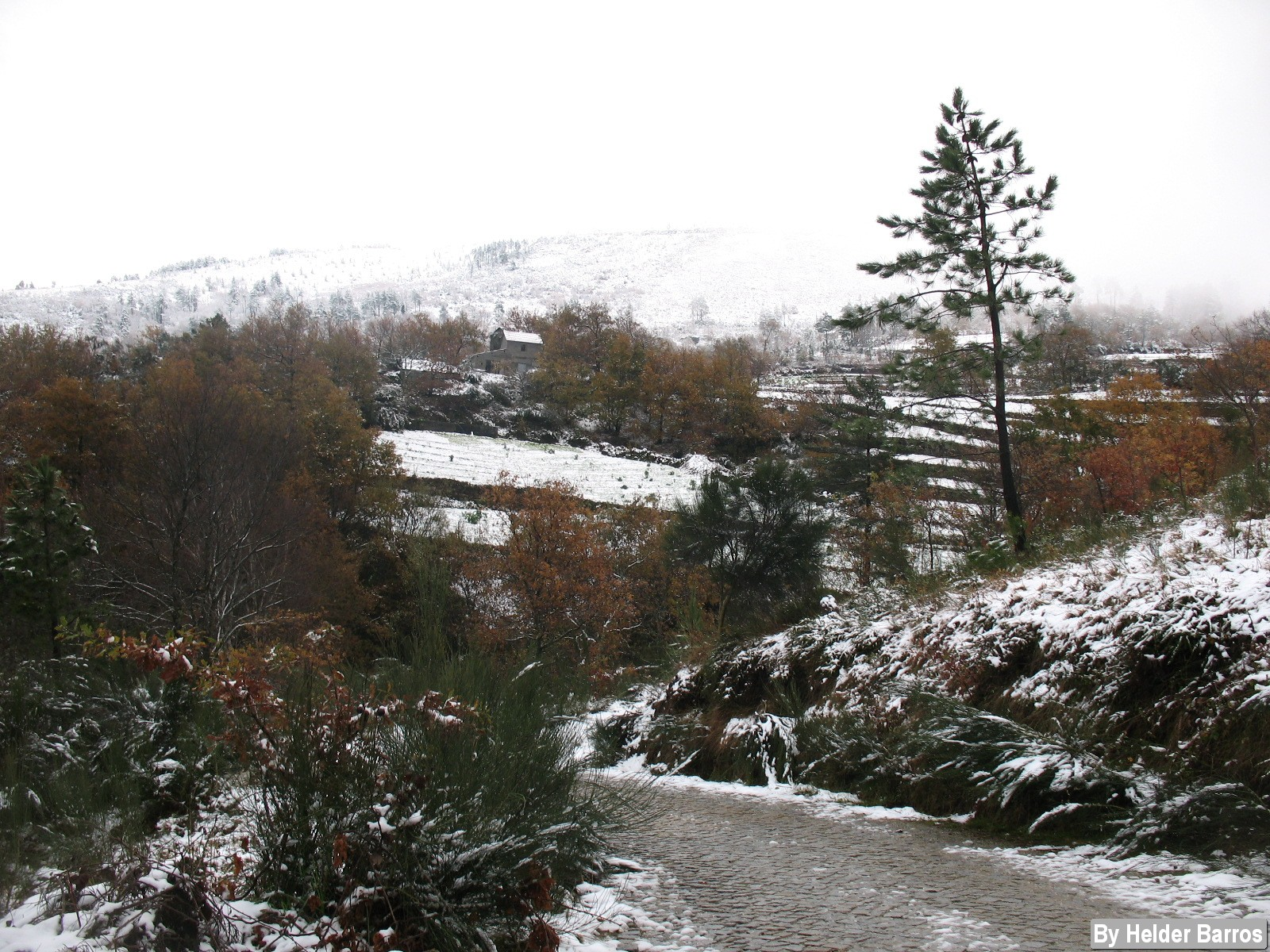
Serra do Marão

A Serra do Marão é a sétima maior elevação de Portugal Continental, com 1416 metros de altitude, 681 metros de proeminência topográfica e 59,9 km de isolamento topográfico. Situa-se na região de transição do Douro Litoral para Trás os Montes e Alto Douro.

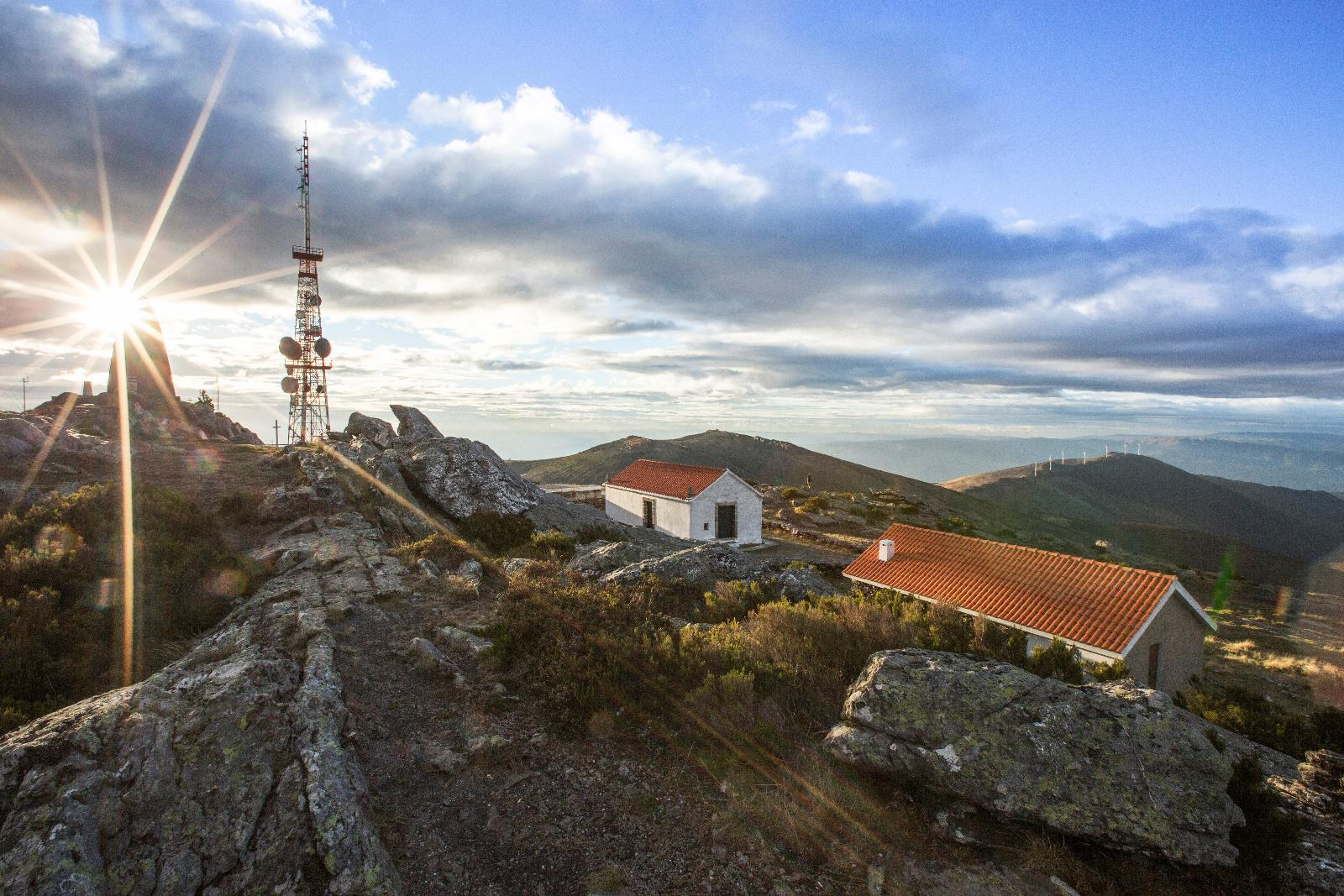
Serra do Marão Senhora da Serra

No ponto mais alto encontra-se o vértice geodésico do Marão e o Observatório Astronómico do Marão.
A sua presença confere ao clima do interior transmontano um caráter continental. Apresenta uma boa mancha vegetal. Embora sejam frequentes os incêndios de Verão, é essencialmente constituída por pinheiros. A vinha é a cultura dominante nas zonas habitadas das suas encostas meridionais.
Geologicamente é composta ou por largas manchas xistosas ou graníticas, existindo na zona da localidade de Campanhó uma pequena bolsa calcária, que é explorada para fins agrícolas (para correcção da acidez dos solos).
Ao longo da serra encontram-se diversas instalações abandonadas da exploração de minas de volfrâmio que tiveram o seu auge nos tempos da Segunda Guerra Mundial.

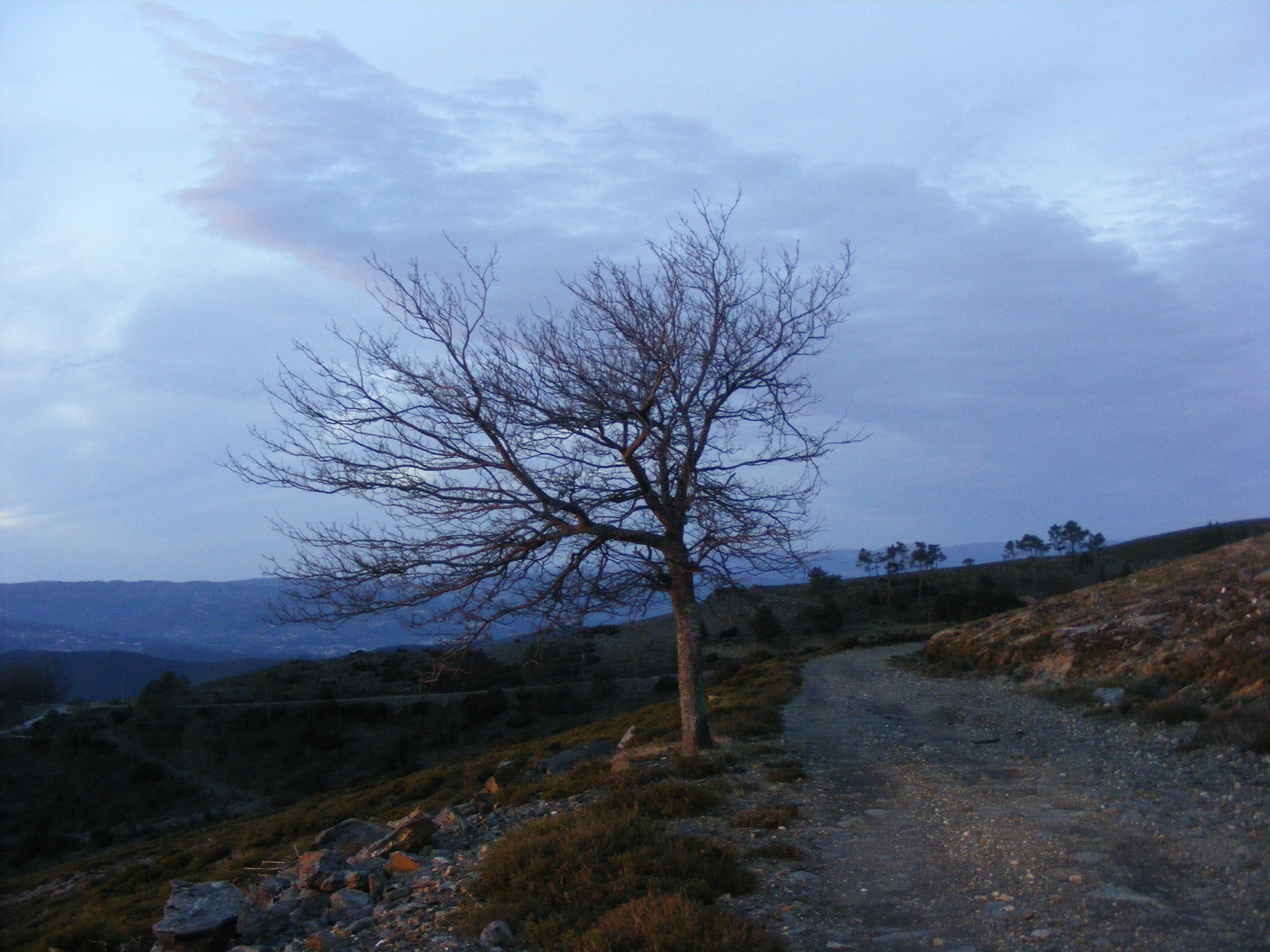
Serra da Marão

Constitui um obstáculo natural que atrasou de forma significativa o progresso do Interior Trasmontano até o século XIX. Contornado-o pelo Sul, a Linha do Douro afigurou-se a via mais rápida para ultrapassar o Marão desde a década de 1880, para onde convergiram outras vias férreas paralelas ao Marão, garantindo um fluxo de passageiros e mercadorias contínuo.
Com a chegada da EN15, a situação pouco mudou, dadas as características de estrada de montanha sinuosa que esta representa ainda hoje. O IP4 foi a primeira rodovia a marcar de forma visível uma mudança no acesso entre Trás-os-Montes e o Litoral, mas devido ao seu traçado ainda o Marão constitui um perigoso ponto de passagem, somando acidentes entre Amarante e Vila Real.
Em 2016 foi completado o prolongamento da A4 entre Amarante e a fronteira de Quintanilha (Bragança), denominada «Autoestrada Transmontana», incluindo o novo troço entre Amarante e Vila Real (alternativo ao IP4) o Túnel do Marão, o maior túnel rodoviário da Península Ibérica, o que permite percorrer este caminho de uma forma mais segura, tendo surgido como forma de evitar os acidentes que se sucediam, ano após ano, no IP4.